# 乔治·基斯
乔治·基斯（英語：George Keys，1959年12月12日—），新西兰男子赛艇运动员。他曾代表新西兰参加1984年和1988年夏季奥林匹克运动会赛艇比赛，其中1988年奥运会获得一枚铜牌。